# Râul Valea lui Ionel
Râul Valea lui Ionel este unul din brațele care formează râului Sebeș. 